# Jan Grzywiński
Jan Grzywiński (ur. 4 listopada 1893 w Warszawie, zm. 4–7 kwietnia 1940 w Katyniu) – porucznik artylerii Wojska Polskiego, działacz niepodległościowy, kawaler Orderu Virtuti Militari, ofiara zbrodni katyńskiej.

## Życiorys
Syn Stanisława i Zofii z Zarzeckich urodzony 4 listopada 1893 w Warszawie. W 1915 wstąpił do „Sokoła”. Studiował w Akademii Górniczej w Jekaterynburgu. 1 maja 1919 r. wstąpił do 5 Dywizji Strzelców Polskich. Brał udział w walkach przeciwko bolszewikom.
Po przybyciu do kraju wiosną 1920 r. został przydzielony do 2 pułku artylerii polowej (późniejszy 16 pap) Syberyjskiej Brygady Piechoty i brał udział w wojnie polsko-bolszewickiej.
Po wojnie ukończył w 1921 Szkołę Podchorążych Artylerii w Poznaniu. W 1922 został mianowany podporucznikiem. Jako oficer rezerwy został zatrzymany w służbie czynnej, w 30 pułku artylerii polowej we Włodawie. 8 stycznia 1924 został zatwierdzony w stopniu porucznika rezerwy ze starszeństwem z 1 czerwca 1920 i 7. lokatą w korpusie oficerów artylerii. 23 sierpnia 1924 został przemianowany z dniem 1 lipca 1924 na oficera zawodowego w stopniu porucznika ze starszeństwem z 1 czerwca 1920 i 45. lokatą w korpusie oficerów artylerii. W tym samym roku został odkomenderowany z macierzystego pułku do Oficerskiej Szkoły Topografów. Następnie kontynuował służbę w 30 pułku artylerii polowej (31 grudnia 1931 przemianowanym na 30 pułk artylerii lekkiej). W marcu 1934 został zwolniony z zajmowanego stanowiska i oddany do dyspozycji dowódcy Okręgu Korpusu Nr IX, a z dniem 31 lipca 1934 przeniesiony w stan spoczynku.

Po agresji ZSRR na Polskę w nieznanych okolicznościach wzięty do niewoli sowieckiej. 4 listopada 1939 przybył do Obozu NKWD w Kozielsku. Między 3 a 5 kwietnia 1940 został przekazany do dyspozycji naczelnika Zarządu NKWD Obwodu Smoleńskiego – lista wywózkowa bez numeru z 3 kwietnia 1940. Między 4 a 7 kwietnia 1940 zamordowany w Katyniu przez funkcjonariuszy Obwodowego Zarządu NKWD w Smoleńsku oraz pracowników NKWD przybyłych z Moskwy na mocy decyzji Biura Politycznego KC WKP(b) z 5 marca 1940. W miejscu tym prowadzone były ekshumacje i prace archeologiczne. W 1943 jego ciało zostało zidentyfikowane w toku ekshumacji nadzorowanych przez Niemców pod numerem 1959 – dosł. określony jako Grzywinski Jan (raport dzienny z 13 maja 1943), a przy zwłokach odnaleziono: zam. Warszawa, Chmielna 16 m. 11, ks. wojsk., 3 pisma z MSWojsk., leg. krzyża „Virtuti Militari”, św. szczep. w Kozielsku. Figuruje na liście Komisji Technicznej PCK pod numerem 01959. W Archiwum Robla wymieniony w materiałach znalezionym przy szczątkach Łukasza Zwierkowskiego (pakiet 03-01) oraz Feliksa Gadomskiego (pakiet 0747-06).
5 października 2007 minister obrony narodowej Aleksander Szczygło mianował go pośmiertnie na stopień kapitana. Awans został ogłoszony 9 listopada 2007 w Warszawie, w trakcie uroczystości „Katyń Pamiętamy – Uczcijmy Pamięć Bohaterów”.

### Życie prywatne
W 1929 zawarł związek małżeński.

## Ordery i odznaczenia
- Krzyż Srebrny Orderu Wojskowego Virtuti Militari nr 7789 – 22 czerwca 1922[29][2][30]
- Krzyż Walecznych trzykrotnie[31][32]
- Medal Niepodległości – 2 sierpnia 1931 „za pracę w dziele odzyskania niepodległości”[33]
- Medal Pamiątkowy za Wojnę 1918–1921[31]
- Medal Dziesięciolecia Odzyskanej Niepodległości[31]
- Medal Zwycięstwa[31]